# 힐다 스트라이크
힐다 S. 스트라이크(Hilda S. Strike, 1910년 9월 1일 ~ 1989년 3월 9일)는 캐나다의 육상 선수이며 올림픽 메달리스트였다.
몬트리올에서 태어나 오타와에서 사망한 스트라이크는 1932년 로스앤젤레스 올림픽에 나가 100m에서 스타니스와바 발라시에비치에게 패하여 은메달을 따고, 400m 릴레이서도 또 하나의 은메달을 땄다.
1980년 발라시에비치가 살해당한 후, 그녀가 암수한몸이라는 것이 발견되었다. 많은 이들은 금메달이 스트라이크에게 갔어야 한다고 주장하였다.
1934년 런던에서 열린 대영 제국 경기에서 100 야드 종목의 은메달을 따고, 110 - 220 - 110 야드 릴레이에서 은메달을 딴 캐나다 팀의 일원이기도 하였다.
1972년 캐나다 스포츠 명예의 전당에 헌액되었다.